# 神山茂夫
神山 茂夫（かみやま しげお、1905年（明治38年）2月1日 - 1974年（昭和49年）7月8日）は、日本の左翼の社会運動家。衆議院議員（1期）。

## 経歴
山口県下関市伊崎町に生まれ、小学生のころ一家で台湾に転居し、台北の小学校卒業後台湾銀行の給仕として働きながら夜間中学で学ぶ。
成城第二中学校卒。小原国芳が教え子の中の俊才の一人として挙げたほどだったが、生家が貧しかったため高校進学を諦め、伊豆の伊東に帰郷後再び上京、アナキスト系の江東自由労働組合に入った。給仕、肉体労働者などを経て、1929年日本共産党に入党、1930年に全協刷新同盟を組織する。1935年と1941年の2度検挙される。
- 1947年 - 志賀義雄が主張した「軍事的封建的社会主義について」に対して反論。志賀・神山論争を起こした[2]。
- 1949年 - 第24回衆議院議員総選挙で東京5区から立候補して当選、衆議院議員となる。
- 1950年 - 公職追放。日本共産党の1950年分裂では主流派と国際派のうち、国際派に属し、のち神山分派または神山派とよばれる独自の動きを行った。
- 1954年 - 党より除名されるが1958年復党する。しかし、1964年に再度除名され、志賀らが結成した「日本のこえ」に参加、1965年の参議院選挙に東京都選挙区から立候補するも、落選する。1967年には日本のこえからも、中野重治とともに脱退し、中野と組んで以後独自の活動をおこなった。

## 家族
- 妻・神山ハナ（1902-1982） ‐ 新潟県生まれ、旧姓・本間。小学校卒業後から働きはじめ、東京市バスの車掌として労働運動に参加、日本共産党入党、夫と同様戦時下には検挙され、1954年に党除名[3]。

## 著書
- 祖国を愛する道 岩崎書店 1947
- 日本資本主義分析の基本問題 岩崎書店 1947
- 日本農業における資本主義の発達 主として講座派農業理論に関する覚書 実業之日本社 1947
- 人民的民主主義の諸問題 同友社 1947
- 天皇制に関する理論的諸問題 民主評論社 1947
- 死もまた涼し 浅間書房 1948
- 愛と闘いと 思潮書林 1948
- 古きもの新しきもの 社会書房 1948
- 民同派労働組合論批判 山川均・細谷松太理論の正体 暁明社 1948
- 日本に於ける革命運動の基本問題 民主評論社 1948 「戦争と弾圧に抗して」青木文庫
- 民族・階級・独立 岩崎書店 1948
- 革命理論の深化のために 暁明社 1949
- 戦争 原子爆弾に打ちかつもの 伊藤書店 1949
- 暴力と共産主義 三一書房 1949
- 民族観・民族問題の基礎知識 世界評論社 1949
- 激流に抗して 潮流社 1949
- 日本的悲劇の克服のために 三一書房 1949
- 百萬人の黨え 黨と大衆との關係 桂書店 1949.2
- 愛と真実に生きよ 獄中書簡集　安芸書房 1950 改題「真実に生きよ」
- 国家理論 岩崎書店 1950
- 新天皇論 新科学社 1953 (新科学の基礎知識)
- 現代日本国家の史的究明 続・天皇制に関する理論的諸問題 葦会 1953
- 統一戦線戦術の諸問題 新科学社 1953
- 戦後日本国家の諸問題 青木書店 1953
- 民族問題入門 青木新書 1954
- 除名をかけた私の直言 日本革命の前進のために 創造社 1954
- 除名取消要請書 私家版 1954
- われらは弾劾する 真実と真理のあかしのために 創造社 1955
- 国家論入門 和光社 1955 (現代選書)
- 戦後における日本の農業問題 青木書店 1955
- 平和運動の理論 隆文堂出版 1956
- 解説・日本革命 “スターリン批判"後の新課題について 自由国民社 1956
- 革命家 長嶋書房 1956
- 日本革命綱領論争 日本共産党の危機克服と党建設のために 新興社出版社 1957
- 日本の中立化と独立  新読書社出版部 1959
- 安保闘争と統一戦線  新読書社出版部 1960
- 愛する者へ 獄中記録 飯塚書店 1963
- 日共指導部に与う 国際共産主義の総路線を守って 正続 刀江書院 1964
- 風雪の中で 正続 刀江書院 1965
- 「自主独立」路線の正体 刀江書院 1966
- 日本共産党批判 中野重治共編著 三一書房 1969
- 宮本顕治派の変節 日本共産党批判 広済堂出版 1970
- 日本共産党戦後重要資料集（編著）三一書房 1971
- 日本共産党とは何であるか 自由国民社 1972
- 海洋汚染 古屋能子共編著 三一新書 1973
- 神山茂夫著作集 全4巻 三一書房 1975
- わが遺書 現代評論社 1975

復刊
- 天皇制に関する理論的諸問題 こぶし文庫 2003

## 研究
- 昭和思想史における神山茂夫 天皇制とスターリニズム批判 津田道夫 社会評論社 1983.6